# Resolução 98 do Conselho de Segurança das Nações Unidas
Resolução 98 do Conselho de Segurança das Nações Unidas, foi aprovada em 23 de dezembro de 1952, incitou os governos da Índia e do Paquistão a entrar em negociações imediatas, sob os auspícios do Representante das Nações Unidas para a Índia e o Paquistão, a fim de chegar a um acordo sobre o número específico de tropas para permanecer de cada lado da linha de cessar-fogo, no final do período anteriormente estabelecido de desmilitarização. Como sugerido pelo Representante das Nações Unidas este número deveria ser entre 3000 a 6000 no lado paquistanês e 12.000 a 18.000, no lado indiano. A resolução, em seguida, agradeceu ao Representante das Nações Unidas pelos seus esforços, e pediu aos governos da Índia e Paquistão enviassem relatórios ao Conselho, o mais tardar em 30 dias após a aprovação da presente resolução e solicitou ao Representante das Nações Unidas que mantenha o Conselho informado de qualquer progresso.
Foi aprovada com 9 votos, com abstenção da União Soviética e o Paquistão não participou da votação.